# Wasserburgen-Route Euskirchen
Die Wasserburgen-Route Euskirchen ist ein 45 Kilometer langer, als Rundkurs angelegter Radweg um Euskirchen, der an allen zwölf Wasserburgen auf dem Stadtgebiet entlangführt. Sie ist zugleich ein Teil der Wasserburgen-Route, eines 470 Kilometer langen Radwanderweges am Rande der Eifel und der Kölner Bucht. Sie führt an folgenden Anlagen vorbei:
- Hardtburg
- Burg Niederkastenholz
- Burg Flamersheim
- Burg Schweinheim
- Burg Ringsheim
- Obere Burg (Kuchenheim)
- Untere Burg (Kuchenheim)
- Kleeburg
- Burg Kleinbüllesheim
- Burg Großbüllesheim
- Burg Kessenich
- Burg Veynau

Die Strecke ist vollständig beschildert und bietet auch Alternativrouten und Abstecher zu nahegelegenen Sehenswürdigkeiten.